# New Super Mario Bros.
New Super Mario Bros. (New スーパーマリオブラザーズ, Nyū Sūpā Mario Burazāzu) és un joc de plataformes 2D per a Nintendo DS. Va sortir als EUA el 15 de maig de 2006, al Canadà el 17 de maig, al Japó el 25 de maig, a Austràlia el 8 de juny, a Europa el 30, a Corea del Sud el 8 de març de 2007 i a la Xina el juliol de 2007.
El joc té dos seqüeles: New Super Mario Bros. Wii que va sortir el 2009 per a la Wii, New Super Mario Bros. 2 per a la Nintendo 3DS i New Super Mario Bros. U per a la Wii U que va sortir el 2012.

## Jugabilitat
Mentre que New Super Mario Bros. es veu en 2D, alguns dels personatges i els objectes són renderitzats en 3D sobre fons 2D poligonals, el que resulta en un efecte de 2,5 D que simula visualment gràfics 3D per computadora. El jugador pot jugar com Mario, o del seu germà, Luigi (si L i R es duen a terme al mateix temps que es pren un arxiu de desament). Igual que en anteriors jocs de Mario, Mario (o Luigi) pot recollir les monedes, trepitjar els enemics, i trencar els blocs oberts. Es mou de jocs en 3D amb Mario torna a aparèixer al New Super Mario Bros, incloent la lliura de terra, triple salt i salt de la paret. Els enemics dels jocs anteriors, com Petey Piranha, també es restableix.
Un total de 80 nivells disponibles en vuit mons, aquests mons es mostren a la pantalla tàctil inferior de la Nintendo DS mentre es visualitza el mapa del món. El mapa del món seleccionat en aquest moment apareix a la pantalla superior, que s'utilitza per navegar entre els camps del món. Algunes d'elles requereixen mitjans específics d'accés, com ara completar un nivell de cap mentre s'utilitza el fong Mini. L'objectiu de cada curs és assolir una bandera negre al final del curs. Al final de cada món, un cap ha de ser derrotat abans de procedir al següent món.
Hi ha sis power-ups disponibles a New Super Mario Bros., el joc permet al jugador emmagatzemar un extra de potència quan ell ja està utilitzant una part, una característica heretada de Super Mario World. Tres power-ups són de Super Mario Bros; el Mega-Xampinyó fa créixer en grandària, la Flor de Foc permet Mario llançar boles de foc, i l'Estrella Invencible fa Mario invencible temporalment. La Estrella Invencible també li dona un impuls de velocitat i més l'altura del salt, per primera vegada en el joc. Tres més power-ups més s'introdueixen a New Super Mario Bros:
- La closca Koopa Blau permet a en Mario tancar-se en una closca blava per protegir-se, córrer i després es retiren en l'intèrpret d'ordres per atacar els enemics, i nedar més ràpid.
- El Mega-Xampinyó fa que en Mario es transformi a una mida increïble per a un curt període (la quantitat dels danys inferits sent Mega-Mario correspon a vides addicionals rebuts després de tornar a la seva grandària normal). El Mega-Xampinyó ofereix invencibilitat completa, i és capaç de destruir els enemics d'un sol cop. Fins i tot Mario atorga el poder per enderrocar la bandera del final d'un determinat nivell.
- El Mini-Xampinyó fa molt petit en Mario i el fa capaç de córrer sobre l'aigua. També pot saltar més alt i entrar en tubs petits.

### Mario & Luigi

En Luigi es pot jugar de dos maneres: en el mode Mario & Luigi o fent un truc al triar l'arxiu

La manera de joc multijugador enfronta a dos jugadors entre si, ja de jugar com Mario i Luigi en una de les cinc etapes, tractant de ser els primers a obtenir un nombre predeterminat de "Monedes Estrella". Els dos jugadors poden atacar-se entre si en intents de robatori d'estrelles de l'altre jugador. Saltant sobre el caràcter de l'oponent li farà perdre un estel, mentre que la realització d'una lliura de terra li farà perdre tres. A més, la pèrdua d'una vida farà que aquest jugador perdi una Moneda Estrella.

### Minijocs
A més, alguns minijocs disponibles anteriorment en Super Mario 64 DS han tornat i ara ofereixen opcions multijugador per al valor de reproducció addicional. Els minijocs estan dividits en categories de l'acció, trencaclosques, de taula i varietats. New Super Mario Bros conté 18 minijocs per als jugadors individuals i deu minijocs per a diversos jugadors.

### Trucs
- Juga amb Luigi: En entrar en un arxiu (hi ha 3) toques els botons L i R a la vegada i sense deixar-los anar durant tries.
- Món 4 i Món 7: Per anar al món 4 derrota al cap final del món 3 sent Mini Mario, i per anar al món 7 derrota al cap final del món 6 també sent Mini Mario.
- Fondos de pantalla especials: Al derrotar el cap final del món 8 i després tornes al món 1, veuràs que hi ha una Casa Xampinyó Blava. A dins d'aquesta Casa Xampinyó pots comprar fondos de pantalla (per 20 monedes).
- Objectes ilimitats a les Cases Xampinyó: Has d'haver guanyat tots els nivells inclosos els secrets.
- 99 Vides Extra: En diversos nivells del joc hi ha diferents punts on fer vides extra. N'és un exemple el nivell 1-4.
- Mode Desafiament (també Mode NES): En guanyar tot el joc (derrotant el cap final) entres en el menú de la pausa i toques els següents botons respectivament: L R L R X X Y Y i et sortirà una pantalla on hi dirà "Benvingut al Mode Desafiament. Seras capaç d'arribar fins al final?". Així, com en Super Mario Bros. en un nivell no es podrà tornar enrere.

## Argument
Mario i la Princesa Peach passegen pel Regne Xampinyó quan un estrany núvol ataca el castell. Mario s'acosta a investigar i Bowser Jr aprofita l'oportunitat i segresta a la princesa. Mario haurà de recórrer els mons amb l'objectiu de rescatar la princesa Peach.

## Desenvolupament
Aquest joc, que ha estat supervisat pel mateix Shigeru Miyamoto, creador de Mario, és una de les fortes apostes de Nintendo per Nintendo DS i un dels més esperats per tots els usuaris de la portàtil de la doble pantalla. No només recupera l'esperit dels antics Super Mario Bros, també ha d'incloure ítems, situacions i escenaris tant de jocs de NES (Super Mario Bros i Super Mario Bros 3) com de Super Mario World i Super Mario 64.
El nom original del joc és Super Mario Bros. DS. Després de més de vint anys que Super Mario Bros. va ser llançat, Nintendo va anunciar el 21 de febrer de 2006 que New Super Mario Bros. es llançarà per a Nintendo DS el 7 de maig de 2006. El joc de nous power-ups també es van introduir a la vegada, incloent la closca Koopa Blau i el Mega-Xampinyó. Nintendo va assenyalar també que el joc es pot jugar en 2D però l'ús de models 3D per crear una mirada 2.5D i se sent. El 7 de maig d'alliberament es va retardar més tard cap a 21 de maig, però la data del llançament del joc va ser empesa amb el temps una mica cap enrere al 15 de maig. Nintendo també planejà llançar al mateix temps que la Nintendo DS Lite (11 de juny de 2006). El joc es va ensenyar en l'E3 2004 però no es va poder jugar amb ell fins a l'E3 2005.

## Recepció

### Venda

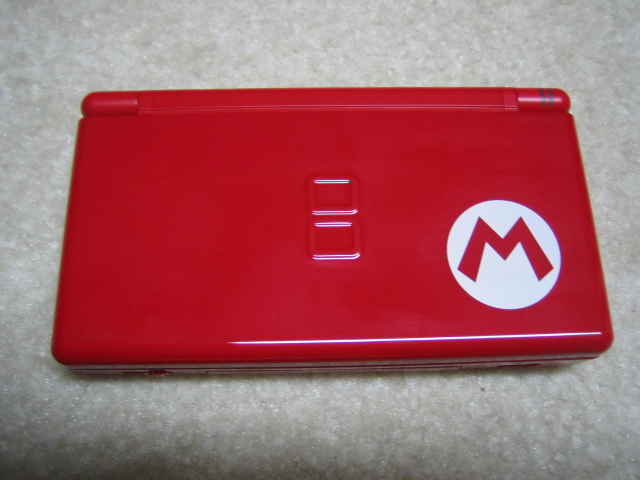
Una edició especial de Nintendo DS Lite

New Super Mario Bros va ser llançat per Nintendo a Amèrica del Nord el 15 de maig de 2006, al Japó el 25 de maig de 2006, a Austràlia el 8 de juny de 2006, ia Europa el 30 de juny de 2006. Nintendo no va especificar de manera que van optar per demorar el llançament del joc en el seu mercat domèstic del Japó per deu dies, però GameSpot va assenyalar que "és lògic que l'empresa només vol uns dies més per construir l'inventari". Se li ha donat crítiques generalment favorables, rebent una puntuació acumulat de 89% a partir de Metacritic. Lloat es va centrar en les millores realitzades a la franquícia de Mario, mentre que la crítica dirigida la simplicitat del joc. Al Japó, més de 480.000 unitats de New Super Mario Bros es van vendre en el dia en què va ser posat en llibertat i còpies de 900.000 en els primers quatre dies. En aquell moment, era el debut més venut per un joc de Nintendo DS al Japó, però des de llavors ha estat superat per Pokémon Diamant i Perla. És 26 Japó joc més venut el 2008. En els Estats Units, 500.000 còpies de New Super Mario Bros es van vendre a la primers 35 dies, i un milió de còpies es van vendre dotze setmanes després del seu llançament. Va ser el 12 de joc més venut i el segon més venut joc de Nintendo DS de desembre de 2008 als Estats Units. A nivell mundial, cinc milions de còpies van ser venudes a l'abril de 2008, i més de divuit milions d'euros a març de 2009.

### Crítica
El joc va ser elogiat per nombroses crítiques, algunes de les quals s'indicava que New Super Mario Bros va ser un dels millors jocs disponibles per a la consola Nintendo DS. GameZone creia que era el "joc calent" per a la compra de qualsevol propietari de DS, tenint en compte la seva "enorme potencial d'exploració" i la reinvenció del gènere dels jocs de la plataforma. Tom Bramwell d'Eurogamer va dir, "he fet aquest tipus de coses davant centenars de vegades en milers de dies en el qual se sent com una dotzena de jocs de Mario. Encara l'estimo". Creure que els jugadors experimentats que requereixen molt poc temps per completar el joc, però, GameSpot considera New Super Mario Bros un "completament meravellós", joc que va ser un "absolutament necessari" de videojocs a la propietat. GamesRadar considerat el joc d'una ganga, tenint en compte que incloïa "un partit en solitari completament sòlid, un simple però apassionant de dos jugadors, i després una col·lecció de superràpids jocs de llapis".
Diversos revisors establir comparacions entre New Super Mario Bros i els seus personatges favorits dels jocs de Mario. Encara que alguns van trobar que altres jocs de Mario són millors, la majoria dels enquestats estaven satisfets encara amb l'experiència general del joc. Craig Harris d'IGN es va entusiasmar amb New Super Mario Bros, afirmant que era el seu joc preferit de la nova plataforma, superant al seu favorit anterior, Super Mario World 2: Yoshi's Island Tot i que Super Mario World i Super Mario Bros. 3 es considera el millor joc de Mario en 2D pel Sr GamePro de Marbres, va decidir afegir New Super Mario Bros com el seu tercer joc favorit de Mario, que va admetre tenia molt més valor de repetició que els altres dos. Malgrat incloure noves característiques com una manera de comparació, el joc es va fer la revolució del joc desconcertat fer la pregunta, "Pot Mario mai realment ser nou una altra vegada?" També decebuts Greg Sewart de X-Play, que va trobar que el joc no va estar a l'altura de les normes establertes pels seus predecessors, però encara es considera el millor joc de desplaçament lateral del videojoc disponible per a la consola Nintendo DS. Finalment, el joc té un 96% de la revista oficial de Nintendo, i per tant, es va guanyar un "Premi d'Or '.
El joc de gràfics i d'àudio elogis rebuts en una sèrie d'exàmens. L'ordinador i la revista Video Jocs va ser complimentat per la "llesca finament treballada de […] Mario", juntament amb els minijocs addicionals que ofereix. Ells creien que el so era molt bo per a un joc de Nintendo DS, la predicció que "encara estaria espantar els pantalons de [sic] el. Dur de sentit" [22] Tot i ser un joc 2D, GameSpy encara es troben que els elements 2D i 3D barregen perfectament a New Super Mario Bros. L'experiència general del joc complau 1UP.com, que va aplaudir la capacitat de Nintendo per crear una vegada més una experiència mòbil divertida, sòlida i desafiant. No obstant això, es van mostrar decebuts per la falta d'imaginació d'aquest remake. També els enquestats va citar que els minijocs eren decebedors i reciclatge de Super Mario 64 DS els jocs de mini, però va elogiar el valor de la resposta en ells.

### Premis
New Super Mario Bros. també ha rebut nombrosos premis i guardons. Se li ha donat premis com Joc del Mes de Game Informer i Gaming Monthly electrònic, i va rebre els premis Editors 'Choice d'IGN i GameSpot. El joc va ser votat com a Millor Joc Portàtil el 2006 Spike TV Video Game Awards i el millor joc de Nintendo DS per Gamespot, i que va guanyar els premis Millors Plataformes de X-Play i Nintendo Power. El joc va ser guardonat joc d'Elecció de vídeo en els 2006 adolescents Choice Awards, Nintendo Game of the Year Award al Joystick d'Or 2006, i es col·loca 30è en més de 100 jocs per la Revista Oficial Nintendo anglesa en els jocs de Nintendo de tots els temps.